# Дејуре
Дејуре (лат. de iure) је латински израз који значи „заснован на закону” и означава стање према важећем позитивном праву, често у контрасту са стварном ситуацијом дефакто (лат. de facto — „чињенично” или „у пракси”).